# Essisus vivesi
Essisus vivesi är en skalbaggsart som beskrevs av Stefan von Breuning 1978. Essisus vivesi ingår i släktet Essisus och familjen långhorningar. Inga underarter finns listade i Catalogue of Life.